# Draciîno, Svaleava
Draciîno (în ucraineană Драчино) este un sat în orașul raional Svaleava din raionul Svaleava, regiunea Transcarpatia, Ucraina.

## Demografie
Componența lingvistică a localității Draciîno
     Ucraineană (95,25%)
     Rusă (2,38%)
     Alte limbi (1,73%)
Conform recensământului din 2001, majoritatea populației localității Draciîno era vorbitoare de ucraineană (95,25%), existând în minoritate și vorbitori de rusă (2,38%).